# Bom Sucesso - Minas Gerais
Bom Sucesso - Minas Gerais là một đô thị thuộc bang Minas Gerais, Brasil. Đô thị này có diện tích 706,192 km², dân số năm 2007 là 17194 người, mật độ 24,8 người/km².